# Rotary Club of Malindi
Rotary club of Malindi, pubblicato nel 2004, è un album del cantautore Roberto Vecchioni.

## Descrizione
Al termine di un periodo buio della sua vita, Vecchioni ha deciso di effettuare un viaggio in Africa che si è rivelato il seme per questo disco.
In Dimentica una cosa al giorno Vecchioni invita la madre deceduta a dimenticare una cosa al giorno  “per non scordarle tutte insieme/ tutte all'ultimo minuto / quando il cuore non ce la fa più a reggere”.
Faccetta rosa (in campo azzurro) è "dedicata" con irriverenza a Silvio Berlusconi.
Marika racconta di una terrorista pentita.
E invece non finisce mai è dedicata ai suoi figli e a sua moglie e descrive l'amore immenso e senza limiti che un padre e un marito può provare nei loro confronti.
Alla base del titolo Rotary Club of Malindi la presenza di questa dicitura sui ripari coperti presso le fermate dei bus, scritta indicante il fatto che erano state donate dal locale Rotary Club quale attività di "service" verso quella collettività.

## Tracce
1. Nini kuna? – 3:51
2. L'uomo che vorrei – 3:53
3. Rotary club of Malindi – 4:46
4. Il libraio di Selinunte – 4:24
5. Dimentica una cosa al giorno – 3:12
6. Faccetta rosa (in campo azzurro) – 4:17
7. Tango di rango – 3:33
8. Momentaneamente lontano – 4:59
9. Il vecchio e il mare – 4:05
10. Marika – 3:40
11. E invece non finisce mai – 9:32

### Traccia nascosta
Nel disco è presente una 'traccia nascosta', al termine del brano 'E invece non finisce mai' (dopo una pausa di circa 2 min), dal titolo 'Papà', scritta e cantata dalla figlia Carolina, come riportato nel vecchio sito internet di Vecchioni.

## Formazione
- Roberto Vecchioni – voce
- Eros Cristiani – tastiera
- Giorgio Cordini – chitarra
- Mauro Di Domenico – chitarra classica
- Joe Damiani – batteria, percussioni
- Max Gabanizza – basso
- Marco Brioschi – tromba
- Claudio Pascoli – sax
- Modoù, Nadia Biondini – cori